# Saison 1 de Belgium's Got Talent
La première saison de Belgium's Got Talent, émission belge de divertissement, diffusée depuis le 10 septembre 2012 jusqu'au 19 novembre 2012 sur RTL-TVI.

## Présentateurs et jury
Cette saison est  présentée par Jean-Michel Zecca et Julie Taton (prime-time), suivie par 100% Got Talent présentée par David Antoine et Sophie Pendeville.
Le jury est composé du musicien et organisateur de concerts en Belgique Paul Ambach, de la chanteuse et animatrice belge, Maureen Dor et d'un animateur de télévision et créateur d'illusions/mentaliste hispano-belge Carlos Vaquera.

## Gain
Le vainqueur reçoit 25 000 € et une prestation à Disneyland Paris

## Épreuves

### Auditions
Les auditions de Belgium's Got Talent ont eu lieu du 29 juin 2012 au 3 juillet 2012 au Wolubilis de Bruxelles. Elles ont été diffusées à la télévision à partir du 10 septembre 2012.

### Demi-finales

#### Candidats de la1redemi-finale
La première demi-finale s'est déroulée en direct le 22 octobre 2012.
| Ordre | Nom              | Numéro            | Buzz et Choix du Jury | Buzz et Choix du Jury | Buzz et Choix du Jury | Résultat                |
| Ordre | Nom              | Numéro            | Paul                  | Maureen               | Carlos                | Résultat                |
| ----- | ---------------- | ----------------- | --------------------- | --------------------- | --------------------- | ----------------------- |
| 1     | La mante belge   | Danse et kung-fu  |                       |                       |                       | Éliminés                |
| 2     | Laura Patti      | Imitatrice        |                       |                       |                       | Éliminée                |
| 3     | 2MAD             | Danse             |                       |                       |                       | Choisis par le jury     |
| 4     | Rachel Potiaux   | Trieuse de lettre |                       |                       |                       | Éliminée                |
| 5     | Christoff Eilers | Chant et piano    |                       |                       |                       | Non choisis par le jury |
| 6     | Dimi Tarantino   | Danse             |                       |                       |                       | Éliminé                 |
| 7     | Barbabé le clown | Clown             |                       |                       |                       | Éliminé                 |
| 8     | Antoine Jehann   | Basket artistique |                       |                       |                       | Éliminé                 |
| 9     | Ugo Farell       | Chant             |                       |                       |                       | Choisis par le public   |

Légende :
En gras = Les candidats qualifiés pour la finale
 = Choix du jury
 = Buzz du jury

#### Candidats de la2edemi-finale
La deuxième demi-finale s'est déroulée en direct le 29 octobre 2012.
| Ordre | Nom                | Numéro          | Buzz et Choix du Jury | Buzz et Choix du Jury | Buzz et Choix du Jury | Résultat                |
| Ordre | Nom                | Numéro          | Paul                  | Maureen               | Carlos                | Résultat                |
| ----- | ------------------ | --------------- | --------------------- | --------------------- | --------------------- | ----------------------- |
| 1     | Salwa              | Danse orientale |                       |                       |                       | Éliminée                |
| 2     | Robert Brummel     | Chant           |                       |                       |                       | Éliminé                 |
| 3     | Celtic Clover      | Claquettes      |                       |                       |                       | Éliminées               |
| 4     | Fernando Espeso    | Chant           |                       |                       |                       | Non choisis par le jury |
| 5     | Clémence Briffeuil | Cerceau         |                       |                       |                       | Éliminée                |
| 6     | La Speeders Family | Yamakasi        |                       |                       |                       | Choisis par le jury     |
| 7     | H2H                | Chant           |                       |                       |                       | Éliminés                |
| 8     | Cléry Khedir       | Danse et piano  |                       |                       |                       | Choisis par le public   |

Légende :
En gras = Les candidats qualifiés pour la finale
 = Choix du jury
 = Buzz du jury

#### Candidats de la3edemi-finale
La troisième demi-finale s'est déroulée en direct le 5 novembre 2012.
| Ordre | Nom                | Numéro                  | Buzz et Choix du Jury | Buzz et Choix du Jury | Buzz et Choix du Jury | Résultat                |
| Ordre | Nom                | Numéro                  | Paul                  | Maureen               | Carlos                | Résultat                |
| ----- | ------------------ | ----------------------- | --------------------- | --------------------- | --------------------- | ----------------------- |
| 1     | Can I              | Danse                   |                       |                       |                       | Choisis par le public   |
| 2     | Harmony Kulumba    | Chant                   |                       |                       |                       | Éliminée                |
| 3     | Chorale Anima      | Chorale                 |                       |                       |                       | Éliminée                |
| 4     | Freestyle Akkademy | Freestyle               |                       |                       |                       | Éliminés                |
| 5     | Roxanna Decoq      | Opéra                   |                       |                       |                       | Non choisis par le jury |
| 6     | Sandrine et Diva   | Dog Dancing             |                       |                       |                       | Éliminées               |
| 7     | Stefan Gillis      | Chant et guitare        |                       |                       |                       | Choisis par le jury     |
| 8     | Karimbo            | Danseur contorsionniste |                       |                       |                       | Éliminé                 |

Légende :
En gras = Les candidats qualifiés pour la finale
 = Choix du jury
 = Buzz du jury

#### Candidats de la4edemi-finale
La quatrième demi-finale s'est déroulée en direct le 12 novembre 2012.
| Ordre | Nom               | Numéro           | Buzz et Choix du Jury | Buzz et Choix du Jury | Buzz et Choix du Jury | Résultat                |
| Ordre | Nom               | Numéro           | Paul                  | Maureen               | Carlos                | Résultat                |
| ----- | ----------------- | ---------------- | --------------------- | --------------------- | --------------------- | ----------------------- |
| 1     | Belinda et Fabian | Danse            |                       |                       |                       | Choisis par le jury     |
| 2     | Milla Vitali      | Chant et guitare |                       |                       |                       | Choisis par le public   |
| 3     | Mathieu Stepson   | Magicien         |                       |                       |                       | Éliminé                 |
| 4     | Cherry Lequarré   | Pole Dance       |                       |                       |                       | Éliminée                |
| 5     | Crazy Alliance    | Danse            |                       |                       |                       | Non choisis par le jury |
| 6     | Adrien Depret     | Handmusic        |                       |                       |                       | Éliminé                 |
| 7     | Maeva Di Bera     | Flamenco         |                       |                       |                       | Éliminée                |
| 8     | Arlette Bara      | Chant            |                       |                       |                       | Éliminée                |

Légende :
En gras = Les candidats qualifiés pour la finale
 = Choix du jury
 = Buzz du jury

### Finale
La finale s'est déroulée le 19 novembre 2012 en direct.
| Ordre | Nom                | Numéro           | Résultat  |
| ----- | ------------------ | ---------------- | --------- |
| 1     | Can I              | Danse            | Éliminés  |
| 2     | Ugo Farell         | Chant            | Deuxième  |
| 3     | 2MAD               | Danse            | Vainqueur |
| 4     | Milla Vitali       | Chant et guitare | Éliminée  |
| 5     | Cléry Khedir       | Danse et piano   | Troisième |
| 6     | La Speeders Family | Yamakasi         | Éliminés  |
| 7     | Stefan Gillis      | Chant et guitare | Éliminé   |
| 8     | Belinda et Fabian  | Danse            | Éliminés  |